# Atacamita
Atacamita ou atacamite é um mineral originado do Deserto do Atacama, Chile. Ele é composto de cobre e hidróxido de cloro. Ele é encontrado principalmente em zonas áridas.

## Ficha Técnica

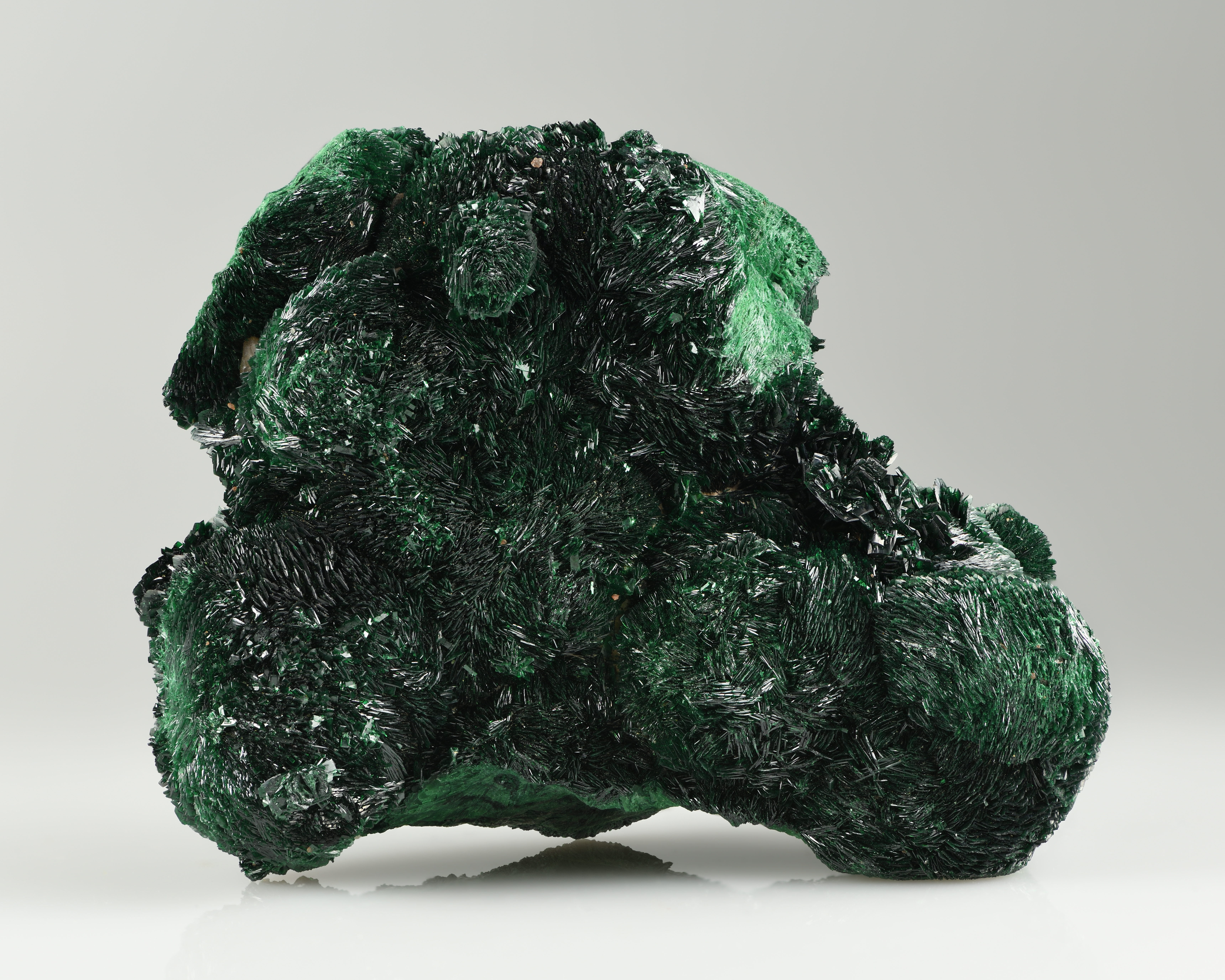
Atacamita.

- Grupo:Halóides
- Sistema cristalino:Ortorrômbico
- Fórmula química:Cu2Cl(OH)3
- Dureza:3-3,5 (escala de Mohs)
- Densidade:3,68
- Clivagem:Perfeita
- Fratura:Concóide
- Cor: Verde
- Cor do traço:Verde
- Brilho:Vítreo a adamantino
- Fluorescência:Ausente